# Leptocythere lagunae
Leptocythere lagunae is een mosselkreeftjessoort uit de familie van de Leptocytheridae. De wetenschappelijke naam van de soort is voor het eerst geldig gepubliceerd in 1958 door Hartmann.